# Silvia Bolognesi
Silvia Bolognesi (* 5. August 1974 in Siena) ist eine italienische Jazz- und Improvisationsmusikerin (Kontrabass, Komposition).

## Leben und Wirken
Bolognesi studierte klassischen Kontrabass am Institut R. Franci in Siena bei Andrea Granai und vervollkommnete sich bei Alberto Bocini. Dann wandte sie sich dem Jazz zu und studierte an der Siena Jazz Accademy bei Paolino Dalla Porta, Furio Di Castri, Fabrizio Sferra und Ferruccio Spinetti. Prägend waren Begegnungen mit William Parker, Muhal Richard Abrams, Butch Morris, Roscoe Mitchell und Anthony Braxton.
Bolognesi bildete 2009  mit Tomeka Reid am Cello und Mazz Swift (Violine, Gesang) das Streichtrio Hear In Now, das mehrere Alben einspielte; mit diesem Trio vervollständigten sie 2017 das Sextett von Roscoe Mitchell in seiner Hommage an John Coltrane. Zudem gab sie, etwa beim JazzFest Berlin 2018, Konzerte mit dem Art Ensemble of Chicago. Sie leitet selbst zahlreiche, weitere Projekte wie die Gruppen Young Shouts, Almond Tree, Xilo Ensemble oder Ju-Ju Sounds. 
Ferner arbeitete sie im Duo-Projekt mit Sabir Mateen. Für deren Europatourneen gehörte sie dem Black Heart Ensemble und dem Quartett von Nicole Mitchell an. Beim Festival Rumori nell'Isola trat sie im Duo mit der Sängerin Maria Pia De Vito im historischen Gefängnis der Insel Santo Stefano auf, wobei die DVD Suoni dal Carcere entstand. Weiterhin hat sie mit der Sängerin Dee Alexander sowohl in Nordamerika als auch in Europa zusammengearbeitet. Außerdem trat sie mit Gianni Basso, Joe Bowie, der Deadburger Factory, Hamid Drake, Tristan Honsinger, Fred Lonberg-Holm, Stefano Maltese, Evan Parker, Enrico Rava, Giancarlo Schiaffini, Alan Silva, John Tchicai, Pietro Tonolo, Tiziano Tononi, Gianluigi Trovesi, Ken Vandermark, Ed Wilkerson und Michael Zerang auf.
Mit ihrem großformatigen Fonterossa Open Orchestra greift sie Konzepte der in Chicago entstandenen Association for the Advancement of Creative Musicians auf; mit flexiblen Formen des Dirigierens steuert sie dabei eine freie Improvisation. Dabei „verschmelzen Jazz, Pop, Rock, Soul und zeitgenössische Einflüsse, verbinden sich Professionalismus und beherzter Dilettantismus zu einem brodelnden Musizieren im Kollektiv mit Herz und Bauch.“
Bolognesi betreibt seit 2010 das von ihr gegründete Label Fonterossa Records. Sie unterrichtet Bass an der Accademia Siena Jazz und leitet Workshops in den Bereichen Improvisation und Dirigieren.
Bolognesi gewann 2010 den Top Jazz bei „Musica Jazz“ als bestes neues Talent; im selben Jahr erhielt sie die „In Sound“-Trophäe in der Kategorie Kontrabass.

## Diskographische Hinweise
- Silvia Bolognesi, Dudù Kouaté , Griffin Rodriguez: Timing Birds (2024)
- Fonterossa Open Orchestra F.O.O.L. (Fonterossa 2020)
- Silvia Bolognesi Young Shouts aLive Shouts (Fonterossa 2019)
- Art Ensemble of Chicago We Are on the Edge: A 50th Anniversary Celebration (Pi Recordings 2019)
- Hear In Now Trio Not Living in Fear (International Anthem 2017)
- Silvia Bolognesi Ju-Ju Sounds Protection Sounds (Fonterossa Records, 2015)
- Fonterossa Chicago Sessions (Fonterossa Records, 2015, mit Russ Johnson, Tomeika Reid, Mike Reed sowie Dee Alexander, Emiliano Nigi)
- Ghost Trio: Ghost Trio (Setola di Maiale 2015, mit Marco Colonna, Ivano Nardi)
- Mazz Swift, Tomeka Reid, Silvia Bolognesi Hear in Now (Rudi Records, 2012)
- Sabir Mateen, Silvia Bolognesi Holidays In Siena (Rudi Records, 2011)
- Silvia Bolognesi Open Combo Large (Fonterossa Records, 2010)
- Silvia Bolognesi Open Combo What Was I Saying? (33 jazz records, 2008)
- Silvia Bolognesi Living Quartet (featuring Tiziana Ghiglioni) Varii (Reflexio, 2007)
- Introducing Open Combo (33 jazz records, 2005)